# Vilmos Császár Társaság
A Vilmos Császár Társaságot — teljes nevén: Vilmos Császár Társaság a tudomány és kutatás támogatására (Kaiser Wilhelm-Gesellschaft zur Förderung der Wissenschaften) — 1910. október 11-én kelt rendeletével alapította meg II. Vilmos császár annak érdekében, hogy egyfajta gazdasági fedőszerve és koordinálója legyen az állami kutatóintézetek létrehozni kívánt hálózatának. A hálózat létrehozásának célja Wilhelm von Humboldt eszméi alapján az volt, hogy lehetőséget teremtsen a teljesen (ideológiai nyomástól, gazdasági érdekektől és főképp az egyetemektől) független tudományos kutatás számára. A társaság székhelyét a Stadtschloss palotában rendezték be.
Ezt a szervezetet tekintette Klebelsberg Kuno mintának a független magyar kutatóintézetek általa létrehozni kívánt hálózata számára. Az első ilyen lett a Balatoni Limnológiai Kutatóintézet jogelődje, amelynek helyét Klebelsberg személyesen jelölte ki Tihanyban.
A társaságot tíz tagú szenátus és a választmány kormányozta. A pénzt egy részét a kormány adta, más részét iparvállalatok adták össze.
Első két intézete a fizikai és a kémiai kutatóintézet volt. Ezeket és a nem sokkal utánuk következőket az akkor még Berlintől délnyugatra található Dahlemben helyezték el; ez ma már a főváros egyik előkelő negyede. A tudományos negyedet az erre a célra átadott királyi birtokon kezdték építeni. Az épületeket Ernst von Ihne császári főépítész tervezte. Az első két intézetet 1912. október 23-án nyitotta meg maga II. Vilmos császár a számuk 1914 végéig hétre nőtt. 
A társaság első elnöke a teológus és egyháztörténész Adolf von Harnack, a császár iskoláskori barátja lett. Elnöke 1930–1937 között Max Planck volt.
1948. február 26-ától jogutódja a Max Planck Társaság. A kémiai intézet ma Mainzban van, a fizikai pedig Münchenben.